# Panopsis ptariana
Panopsis ptariana är en tvåhjärtbladig växtart som beskrevs av Julian Alfred Steyermark. Panopsis ptariana ingår i släktet Panopsis och familjen Proteaceae. Inga underarter finns listade i Catalogue of Life.